# Sabah Seghir
Sabah Seghir (arabisch صباح صغير, DMG Ṣabāḥ Ṣaġīr; * 27. September 2000 in Colombes) ist eine französisch-marokkanische Fußballspielerin.

## Karriere

### Klub
Sie startete ihre Karriere im Jahr 2018 bei RC Saint-Denis, wo sie bis Ende 2019 aktiv war. Anschließend folgte ihr Wechsel zu VGA Saint-Maur, wo sie bis zum Ende der Folgesaison spielte. Ab der Saison 2021/22 gehörte sie dem neuen italienischen Erstligisten UC Sampdoria an. Im Januar 2023 wurde sie bis zum Ende der laufenden Saison an Napoli verliehen. Nachdem Genua seine Mannschaft vom Spielbetrieb zurückzog, ist sie ohne Vertrag.

### Nationalmannschaft
Ihr Debüt in der marokkanischen A-Nationalmannschaft hatte sie am 10. Juni 2021 bei einem 3:0-Freundschaftsspielsieg über Mali. Im nächsten Jahr war sie beim Afrika-Cup 2022 dabei und kam zwei Mal zum Einsatz. Weiterhin kam sie bei einigen Freundschaftsspielen zum Einsatz.
Am 11. Juli 2023 wurde sie für den Kader der Weltmeisterschaft 2023 nominiert.